# Szelki

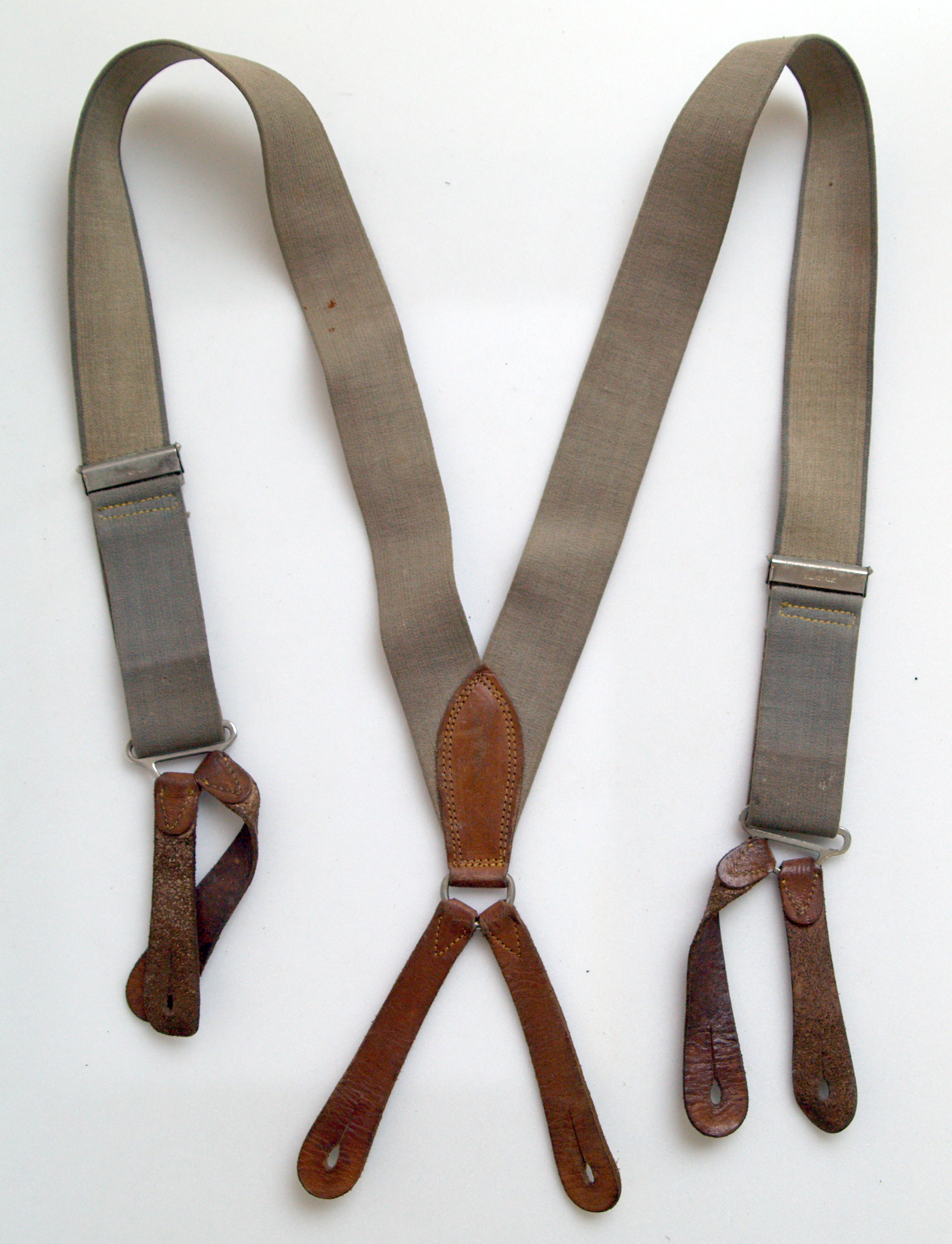
Szelki, lata 70 XX w.

Szelki – paski z tkaniny, przekładane przez ramiona, na plecach przyjmujące kształt litery X lub Y, przypinane do spodni (z przodu i z tyłu) w celu ich podtrzymywania.

## Historia
Szelki pojawiły się w Europie w XVIII wieku.
Mocowane były do spodni początkowo poprzez wiązanie przez otwory w spodniach. Do pierwszej połowy XX wieku w większości traktowane były jak bielizna i noszone pod ubraniem wierzchnim, głównie przez robotników i dzieci. W 1820 roku w Anglii Albert Thurston zaprojektował i wprowadził do sprzedaży szelki ze skórzanymi szlufkami łączącymi się ze spodniami za pośrednictwem guzików przyszytych do spodni. Takie szelki można było nosić na wierzchu.
Współczesne szelki wykonane z elastycznej taśmy lub ozdobnej gumy zwykle mocowane są do spodni za pomocą tzw. żabek, choć nadal spotykane są zapięcia guzikowe. Ich długość jest często regulowana.
Szelki mogą także stanowić integralną część  spódnicy, fartucha, spodenek dziecięcych, które krzyżują się najczęściej na plecach, a do danego ubioru są przyszyte lub przypinane w pasie.
Szelki bywają również wykorzystywane jako element oporządzenia służb mundurowych, umożliwiając doczepianie do nich kabury, ładownic lub innych elementów wyposażenia.